# Brudager Kirke
Brudager Kirke ligger i landsbyen Brudager ca. 6 km NØ for Svendborg (Region Syddanmark). Indtil Kommunalreformen i 2007 lå den i Fyns Amt, og indtil Kommunalreformen i 1970 i Gudme Herred (Svendborg Amt)
Kor og skib er opført i romansk tid af rå marksten og råt tilhuggede kvadre ved hjørnerne. Østvinduet er blændet men har bevaret sine karmsten.
Under udgravninger har man indvendigt foran østvinduet fundet skår af bemalet rudeglas fra gotisk tid, herunder en fod af en Kristus-figur. Den rundbuede norddør er tilmuret, syddøren er bevaret i brug. Tårnet er opført i sengotisk tid af kampesten og munkesten med hjørnelisener og højblændinger.
Skibet har fladt træloft, koret har fået indbygget hvælv. i sengotisk tid. Korbuen er omdannet til en spidsbue. På triumfvæggen nord for korbuen er afdækket en kalkmalet Korsfæstelse fra sengotisk tid. Altertavlen er en sengotisk fløjaltertavle, i midterskabet ses tre figurer, Nådestolen flankeres af to helgeninder, på fløjene er malerier fra 1700-tallet. Prædikestolen er fra o.1600.
Den romanske granitfont har på kummen rankeværk over arkader, nederst ses hoveder. På den firkantede fod ses hjørnehoveder.

## Eksterne kilder og henvisninger
- Wikimedia Commons har flere filer relateret til Brudager Kirke
- Brudager Kirke Arkiveret 31. januar 2011 hos  Wayback Machine på nordenskirker.dk
- Brudager Kirke på KortTilKirken.dk